# 巨黧豆
巨黧豆（学名：Mucuna gigantea）为豆科黎豆属下的一个种。

## 扩展阅读
- 維基物種上的相關：巨黧豆